# 1893: A World's Fair Mystery
1893: A World's Fair Mystery est une fiction interactive développée et éditée par The Illuminated Lantern, sortie en 2003 aux États-Unis sur Windows et Mac OS.
Il se déroule pendant l'Exposition universelle de 1893 à Chicago.

## Accueil
- Adventure Gamers : 4,5/5[1]